# Yusuf Saad Kamel
Yusuf Saad Kamel (Narok, Kenia; 29 de marzo de 1983) es un atleta bareiní, especialista en la prueba de 1500 m, con la que llegó a ser campeón mundial en 2009.

## Carrera deportiva
En el Mundial de Berlín 2009 gana la medalla de oro en los 1500 metros, con un tiempo de 3:35.93, quedando por delante del etíope Deresse Mekonnen y del estadounidense Bernard Lagat. Asimismo, también ganó el bronce en la prueba de 800 metros, por detrás del sudafricano Mbulaeni Mulaudzi y del keniano Alfred Kirwa Yego, consiguiendo un tiempo de 1:45.35.